# ンチシ県
ンチシ県（ンチシけん、Ntchisi）は、マラウイ中部州にある県であり、中心となる都市もンチシ（Ntchisi Town）である。

## ンチシ県
1655km²の面積と、16万7880人の人口を擁する県である。ドーワ県、カスング県、コタコタ県、ンチェウ県と隣り合っている。県の主要産業は農業で、落花生、タバコ、トウモロコシ、大豆、サツマイモなどの栽培を行っている。
また、県内にはンチシ森林保護区が設定されている。なお、ンチシ県はマラウイ国内でも特に貧しい地域の1つであり、県民の一日あたりの平均所得は9.27クワチャ（約30円）である。
座標: 南緯13度20分 東経34度00分 / 南緯13.333度 東経34.000度